# Dendrocygna autumnalis
La dendrocigna pancianera, anatra fischiatrice becco rosso, o dendrocigna beccorosso  (Dendrocygna autumnalis Linnaeus, 1758) è un uccello appartenente alla famiglia degli Anatidi diffuso nel continente americano dal Texas sud-orientale all'Argentina settentrionale.

## Tassonomia
Ne vengono riconosciute due sottospecie:
- D. a. fulgens Friedmann, 1947, diffusa dal Texas sud-orientale a Panama;
- D. a. autumnalis (Linnaeus, 1758), diffusa da Panama all'Ecuador e all'Argentina settentrionale.